# القسطل الإخباري
القسطل أو شبكة القسطل أو القسطل الإخباري هي شبكة فلسطينية متخصِّصة في نقل أخبار القُدس، حيث تُتابع آخر الأحداث وتنشر بشكل يومي ما يجري في القدس وبشكلٍ أقلّ في باقي فلسطين بما في ذلك قطاع غزة.

## النشر
لدى القسطل شبكة مراسلين في مناطق عدّة من فلسطين تُزوّدها بعشرات الصور والفيديوهات اليوميّة حول ما يجري في القدس من اقتحامات واعتقالات واعتداءات واغتيالات وتخريبات في حقّ الفلسطينيين في المدينة، كما تنشر الشبكة عبر موقعها على الإنترنت وفي مختلفِ حساباتها على مواقع التواصل الاجتماعي تقارير تفاعليّة حول القدس وفلسطين، كما تنشر بشكلٍ شهري إحصائيات حول إجمالي الاغتيالات الإسرائيلية للفلسطينيين في الضفة الغربية وعدد المعتقلين فضلًا عن عدد المقتحمين للمسجد الأقصى وغيرها من المعلومات التي تخصُّ الوضع في مدينة القدس. ترصدٌ القسطل كذلك في تقاريرها الشهريّة أبرز الأحداث وأبرز الانتهاكات في حقِّ الفلسطينيين والمدن الفلسطينيّة.
تنشر القسطل كذلك بوابّة «قصص وحكايا» وفيها تروي قصصًا وحكايا لفلسطينيين ضدّ الاحتلال وتحكي ظروف حياتهم والمعاناة التي يعيشونها بسببِ تضييقات الجيش الإسرائيلي. في «أقلام القدس»، تمنحُ الشبكة الفرصة لعديد الكتاب الفلسطينيين من أجلِ المشاركة بمقالاتهم وتحليلاتهم للأوضاع في القدس بشكل عام وفلسطين بشكل عام. تُركّز شبكة القسطل كذلك على نشرِ عمود يحملُ اسم «تقارير» وفيها تنشر تقارير مفصَّلة ومطوَّلة حول ما يجري في مدينة القدس، والمحاولات الإسرائيلية لتهويد المدينة وطردِ سكّانها، فضلًا عن عمود آخر الأخبار الذي تُتابع فيه آخر التطورات في فلسطين بشكل دوري ومتتالي.

## التأثير
بفضلِ تواجد مراسليها في عينِ المكان وتصويرهم لما يجري في القدس والأماكن القريبة منها، تستعينُ عدد من القنوات التلفزيونيّة والشبكات الإخباريّة بما يُصوّره مراسلو القسطل من فيديوهات وصور توثق الاقتحامات الإسرائيلية والاشتباكات الفلسطينية ضدّ القوات الخاصّة وغيرها من الأحداث التي تشهدها مدينة القدس على مدارٍ يومي. يُستشد كذلك بتقارير القسطل في مقالات وتقارير أخرى عربيّة، كما تُعدُّ مصدرًا أوليًا ومباشرًا للأحداث في القدس بفضل تواجدها اليومي في قلبِ الأحداث وبفضلِ متابعتها المستمرّة.

## التضييقات
تعرَّضت شبكة القسطل لتضييقات عدّة شأنها شأن كلّ الشبكات الإخباريّة التي تُغطّي القضية الفلسطينية. غطَّت القسطل بشكل مكثف ومتواصل الأحداث التي شهدها المسجد الأقصى وما تبعه من اقتحامٍ له عام 2022، حيث كانت تنشر الأحداث لحظة وقوعها في حساباتها على مواقع التواصل الاجتماعي وموقعها على الإنترنت، لكنّ منصة فيسبوك حذفت صفحة القناة وبشكل نهائي بعدما وثَّقت الشبكة اعتداءات الاحتلال على المصلين والمعتكفين. اتهمت القسطل إدارة فيسبوك بالانحياز لصالحِ إسرائيل خاصّة أنّ الحذف بحسبها تمّ دون سابق إنذار، مؤكدة أن الحذف تم بطلب من تل أبيب. لم يقتصر الأمر على حذف صفحة القسطل على موقع فيسبوك، بل تتعرّض منشورات الشبكة للتقييد والحذف فضلًا عن منعِ النشر لمدد مختلفة.